# Notoplatylabus podolicus
Notoplatylabus podolicus är en stekelart som beskrevs av Heinrich 1936. Notoplatylabus podolicus ingår i släktet Notoplatylabus och familjen brokparasitsteklar. Utöver nominatformen finns också underarten N. p. conterraneus.